# All Around the World

Az All Around the World  az ausztrál énekes, Jason Donovan 3. stúdióalbuma, mely 1993-ban jelent meg, és a 27. helyen landolt az Egyesült Királyságban.
Az albumot a Polydor Records adta ki, miután Donovan otthagyta a Stock Aitken Waterman szerzőpárost. Több kislemez is megjelent erről az albumról, többek között a Mission of Love, mely az angol lista 26. helyéig jutott, az As Time Goes By, mely szintén 26. helyen végzett, illetve az All Around the World  című, mely 41. lett az angol kislemezlistán. A lemezen helyet kapott továbbá az Any Dream Will Do című dal, mely 1. helyezett volt az angol kislemezlistán. Ez volt az első kislemez, meyet a Polydor jelentetett meg, azonban az 1991-ben megjelent Greatest Hits című válogatásalbumra nem került fel. A stílusváltás nem kedvezett az énekesnek, korábbi sikereit nem tudta felülmúlni, így a Polydor engedélyezte, hogy korábbi dalai is helyet kapjanak a lemezen. Az albumra került négy korábbi Stock Aitken Waterman felvétel is. Az album nem volt sikeres, és a 27. helyen végzett az Egyesült Királyság album listáján. A lemez Ausztráliában nem jelent meg.
Jason Donovan 3. stúdióalbuma 27. helyezett volt az Egyesült Királyságban, azonban hazájában Ausztráliában egyáltalán nem volt sikeres. A lemezről még egy dal is megjelent kislemezen, az "Angel" című dal.

## Az album dalainak listája
CD  Egyesült Királyság Polydor – 847 745-2 
1. "All Around the World"
2. "Falling"
3. "Mission of Love"
4. "As Time Goes By"
5. "Once in My Life"
6. "Rhythm of the Rain"
7. "Oxygen"
8. "Sealed With a Kiss"
9. Angel
10. "Any Dream Will Do"
11. "Give a Good Heart"
12. "Can't Do Without It"
13. "Close Every Door"
14. "Every Day (I Love You More)"
15. "Too Many Broken Hearts"
16. "Shout About"